# Pavonia peruviana
Pavonia peruviana är en malvaväxtart som beskrevs av Gürke. Pavonia peruviana ingår i släktet påfågelsmalvor, och familjen malvaväxter. Inga underarter finns listade i Catalogue of Life.